# Autohémorrhée

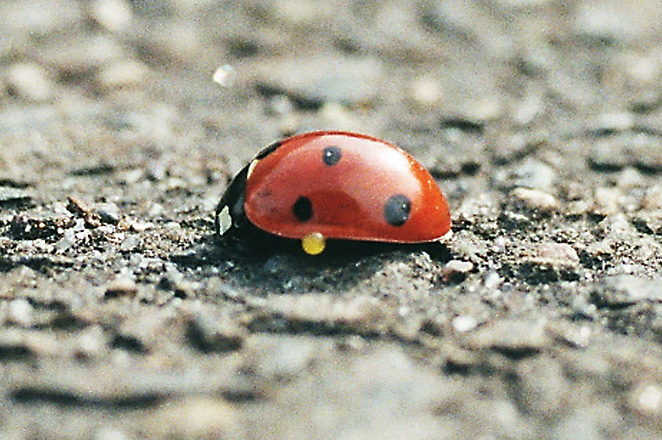
Comportement de défense d'une coccinelle à sept points (à la couleur aposématique rouge associée à un danger pour le prédateur) exsudant via ses articulations de l'hémolymphe chargée d'alcaloïdes légèrement toxiques.

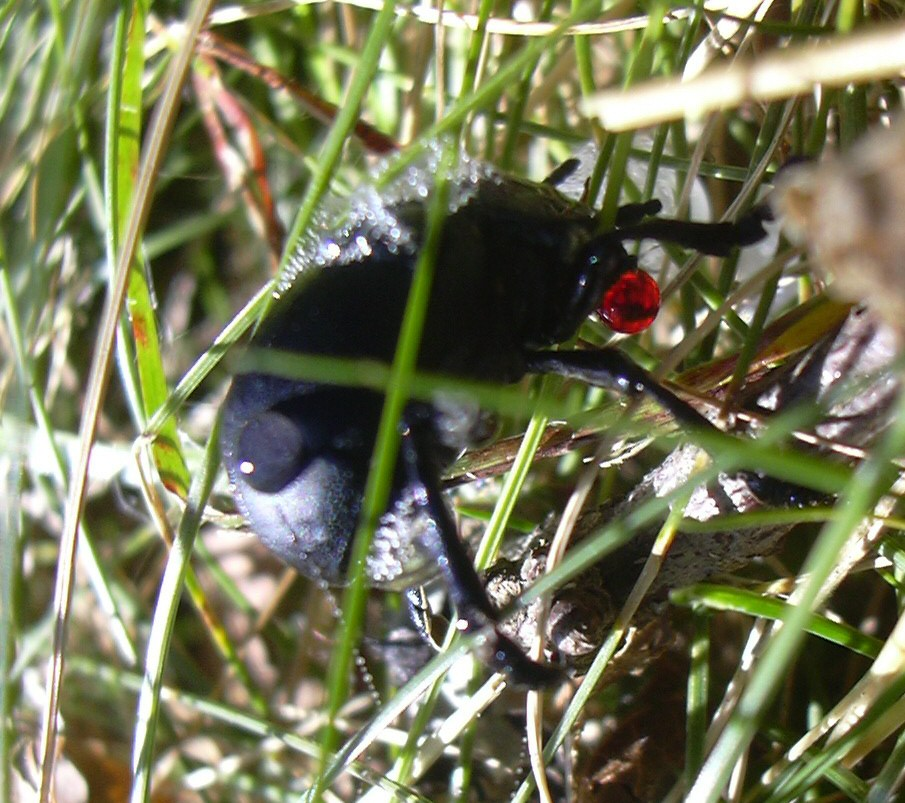
Le crache-sang exsudant une goutte de liquide toxique.

L'autohémorrhée, appelée aussi saignée réflexe ou saignement réflexe, est l'éjection volontaire de sang ou d'hémolymphe par un animal. Il peut notamment s'agir d'un moyen naturel de défense, l'hémolymphe étant riche en alcaloïdes ou terpénoïdes (cantharidine) toxiques mais aussi en composés volatils (alkylméthoxypyrazines chez le Plécoptère Pteronarcys dorsata (sv)) qui agissent comme signal d'alerte spécifique.

## Description
L'autohémorrhée est l'action d'un animal qui éjecte délibérément du sang de son corps. L'autohémorrhée se produit sous deux formes : dans la première, le sang est projeté vers un prédateur. Le sang de ces animaux contient généralement des composés toxiques, ce qui fait de ce comportement un mécanisme de défense chimique efficace. Dans la seconde forme, le sang n'est pas projeté, mais est lentement émis par le corps de l'animal. Cette deuxième forme semble avoir un effet dissuasif, et est utilisée par les animaux dont le sang ne semble pas toxique. La plupart des animaux concernés sont des insectes, mais certains reptiles présentent également ce comportement.
Certains organismes ont montré une capacité à adapter leur réponse à l'autohémorrhée. Les criquets à armure ont une autohémorrhée sur de plus longues distances lorsqu'ils sont attaqués de côté, par rapport à un prédateur aérien. 

## Animaux concernés

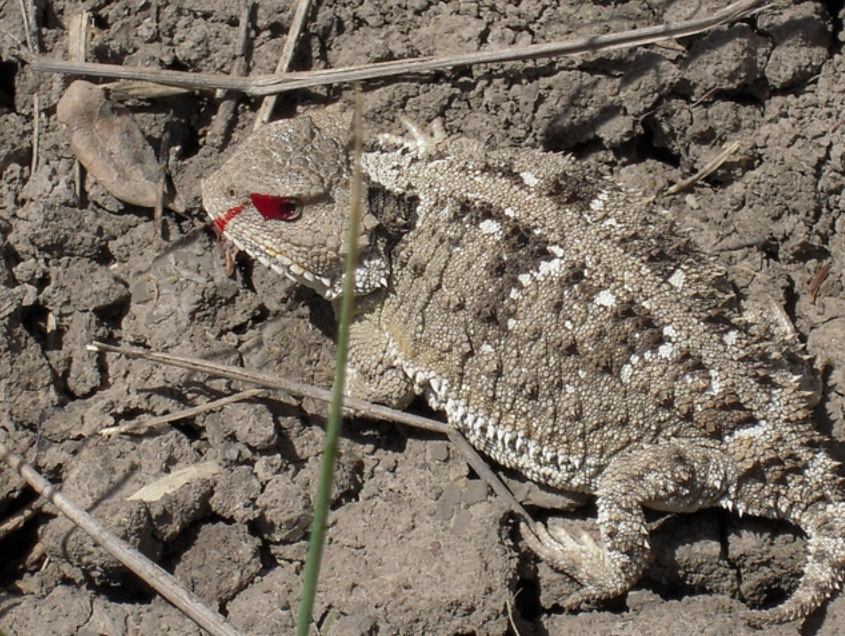
Un lézard Phrynosoma cornutum fait jaillir le sang de ses yeux.

Une grande variété d'animaux présente ce comportement. Il s'agit par exemple de lézards du genre Phrynosoma (notamment Phrynosoma cornutum, Phrynosoma hernandesi et Phrynosoma solare), de l'orthoptère Acanthoplus discoidalis ou du coléoptère timarque ou crache-sang (Timarcha tenebricosa).